# 世界自殺防治日
世界自殺防治日（World Suicide Prevention Day，又称世界预防自杀日）是在9月10日的疾病意識日，目的是在全世界採取行動來預防自殺，自2003年起全球各地有許多不同的活動。國際自殺防治協會（IASP）和世界卫生组织及世界心理衛生聯合會（WFMH）合作主辦國際自殺防治日。在2011年估計有約40個國家在當天有舉辦相關的活動。根據世界衛生組織2014年的精神健康地圖集，其中的低收入國家都沒有全國性的自殺預防策略，中低收入國家中有自殺預防策略的小於10%，中高收入國家及高收入國家有約三分之一有自殺預防策略。

## 外部連結
- World Suicide Prevention Day at IASP（页面存档备份，存于）
- World Suicide Prevention Day at WHO （页面存档备份，存于）
- World Suicide Prevention Day in Australia
- World Suicide Prevention Day in the Americas（页面存档备份，存于）